# Charles Roven
Charles Roven (2 augustus 1949) is een Amerikaans filmproducent.
Roven is het meest bekend als medeproducent van de drie Batman films Batman Begins, The Dark Knight en The Dark Knight Rises van regisseur Christopher Nolan en de films uit het DC Extended Universe, waaronder Man of Steel, Batman v Superman: Dawn of Justice en Justice League van regisseur Zack Snyder. Ook was hij uitvoerend producent van de televisieserie 12 Monkeys gebaseerd op de gelijknamige film waarmee hij de filmproducent was. Hij ontving in 2014 zijn eerste Oscar nominatie met de film American Hustle. Hij was in 1985 getrouwd met de filmproducente Dawn Steel tot haar dood in 1997 (ongeneeslijk ziek). Met Steel heeft hij het productiebedrijf Atlas Entertainment opgericht, en samen hebben ze een dochter (Rebecca Steel Roven). Op heden is hij getrouwd met Stephanie Haymes.

## Filmografie
- 1983: Heart Like a Wheel
- 1987: Made in U.S.A.
- 1989: Johnny Handsome
- 1989: Salute of the Jugger (aka: The Blood of Heroes)
- 1990: Cadillac Man
- 1992: Final Analysis
- 1995: Agnus
- 1995: 12 Monkeys
- 1998: Fallen
- 1998: City of Angels
- 1999: Three Kings
- 2002: Rollerball
- 2002: Scooby-Doo
- 2003: Bulletproof Monk
- 2004: Scooby-Doo 2: Monsters Unleashed
- 2005: Kicking & Screaming (als uitvoerend producent)
- 2005: Batman Begins
- 2005: The Brothers Grimm
- 2006: Idlewild
- 2007: Live!
- 2008: The Bank Job
- 2008: Get Smart
- 2008: Get Smart's Bruce and Lloyd: Out of Control
- 2008: The Dark Knight
- 2009: The International
- 2011: Season of the Witch
- 2012: The Dark Knight Rises
- 2013: Man of Steel
- 2013: American Hustle
- 2016: Batman v Superman: Dawn of Justice
- 2016: The Whole Truth (als uitvoerend producent)
- 2016: Warcraft
- 2016: Suicide Squad
- 2016: The Great Wall
- 2017: Wonder Woman
- 2017: Justice League
- 2019: Triple Frontier
- 2020: Scoob! (als uitvoerend producent)
- 2020: Wonder Woman 1984
- 2021: Zack Snyder's Justice League
- 2021: The Suicide Squad
- 2022: Uncharted
- 2023: Oppenheimer